# Lego Star Wars II: The Original Trilogy
Lego Star Wars II: The Original Trilogy o Lego Star Wars II: La Trilogía Original es la secuela del videojuego Lego Star Wars: The Video Game. El juego fue lanzado el 11 de septiembre de 2006 en Europa (aunque algunas tiendas vendían copias desde el 8 y el 12 de septiembre de 2006 en Norteamérica). Este es el mismo día que las ediciones de cine originales, inalteradas de la trilogía original, fueron lanzadas en DVD. El juego fue desarrollado por Lucas Arts. Está basado en los episodios A New Hope, The Empire Strikes Back y Return of the Jedi de la sextología de Star Wars, pero los gráficos están basados en el juego de construcción Lego.
Lego Star Wars II fue un éxito comercial y crítico; ha vendido más de 8,2 millones de copias en todo el mundo a partir de mayo de 2009. Los críticos elogiaron el juego por su interpretación cómica y "adorable" de la serie de películas. Lego Star Wars II y su predecesor fueron compilados en Lego Star Wars: The Complete Saga, lanzado un año después.  

## Jugabilidad
El juego de Lego Star Wars II se juega desde una perspectiva en tercera persona, y tiene lugar en un mundo 3D que contiene objetos, ambientes y personajes diseñados para parecerse a las piezas de Lego. Su modo de juego, una combinación de los géneros de acción y aventura, plataformas, y, a veces, rompecabezas, comparte elementos con su predecesor, Lego Star Wars: The Video Game (2005). Mientras que Lego Star Wars siguió los eventos de La amenaza fantasma, El ataque de los clones y La venganza de los Sith, Lego Star Wars II se basa en Una nueva esperanza, El Imperio Contraataca y El retorno del Jedi. El juego vuelve a contar cómicamente los eventos de la trilogía utilizando cinemáticas sin diálogo.
El jugador asume los roles de los personajes de las películas, con cada uno de los cuales poseyendo armas y habilidades específicas. En cualquier momento, un segundo jugador puede unirse al juego activando un segundo controlador. Durante el juego, los jugadores pueden recolectar monedas de Lego, que sirven como moneda del juego. El jugador tiene un medidor de salud, que se muestra en la pantalla de visualización frontal. La salud del jugador está representada por cuatro corazones; cuando estos corazones se agotan, el jugador muere y pierde una pequeña cantidad de sus monedas. Sin embargo, los personajes reaparecen instantáneamente y, a menudo, pueden volver a recoger las monedas perdidas.
A diferencia del juego anterior, que contaba con el restaurante de Dexter, la ubicación central de este juego es la Cantina de Mos Eisley, un bar y puerto espacial en el planeta Tatooine. En el mostrador, el jugador puede usar sus monedas de Lego recolectadas para comprar personajes, vehículos, pistas del juego y extras, o activar códigos de trucos. En un área pequeña fuera de la cantina, los jugadores pueden ver los vehículos recolectados.
El juego se divide en niveles, a los que se accede desde la cantina; cada película está representada por seis niveles, que representan lugares y escenas clave de esa película. Las ubicaciones incluyen Hoth, Bespin, Dagobah, Tatooine, la Estrella de la Muerte y Endor. Durante los niveles, el jugador derrota a los enemigos, construye objetos con ladrillos de Lego, y conduce vehículos. Ciertos niveles se juegan completamente mientras se pilota vehículos, incluyendo un caza TIE, un Snowspeeder y el Halcón Milenario. Los niveles deben jugarse primero en el modo Historia. Esto desbloquea el siguiente nivel, así como un modo de juego libre para el nivel completado recientemente. La jugabilidad es idéntica en los dos modos. Sin embargo, el modo historia restringe los personajes jugables a los que se siguen en las escenas de la película en las que se basan los niveles, mientras que el juego libre ofrece todos los desbloqueados. Los niveles se pueden volver a jugar en cualquier modo para conseguir monedas y objetos secretos.
Hay tres tipos de objetos secretos disponibles: ladrillos de oro, minikits y ladrillos de poder. Dentro de cada nivel se esconde un ladrillo de poder. Cuando se recolecta un ladrillo de poder, su extra correspondiente, como la invencibilidad o los multiplicadores de monedas, se vuelve disponible para su compra. Cada nivel también contiene diez minikits ocultos, es decir, diez piezas de un vehículo de Star Wars. Los vehículos representados por los minikits se exhiben fuera de la cantina. A medida que se completa cada vehículo (los diez minikits recolectados), este se vuelve disponible para jugar en un nivel de bonificación. Cuando se hayan reunido los diez, el jugador recibe un ladrillo de oro. Recolectar una cierta cantidad de ladrillos de oro desbloquea recompensas gratuitas, como un grifo que arroja monedas. Los ladrillos de oro también se otorgan cuando se completan los niveles y cuando se acumula un número predeterminado de monedas en un nivel; hay noventa y nueve ladrillos de oro disponibles.

### Personajes
- Princesa Leia

- Capitán Antilles

- Amigo Rebelde

- R2-D2

- C-3PO

- Luke Skywalker (Tatooine)

- Ben Kenobi

- Han Solo

- Chewbacca

- Han Solo (soldado de asalto)

- Luke Skywalker (soldado de asalto)

- Han Solo (Hoth)

- Princesa Leia (Hoth)

- Luke Skywalker (piloto)

- Luke Skywalker (Dagobah)

- Luke Skywalker (Jedi)

- Yoda

- Lando Calrissian

- Princesa Leia (Bespin)

- Luke Skywalker (Bespin)

- Princesa Leia (Boushh)

- Lando (guardia de palacio)

- Han Solo (esquife)

- Princesa Leia (esclava)

- Princesa Leia (Endor)

- Luke Skywalker (Endor)

- Han Solo (Endor)

- Wicket

- Darth Vader

- Soldado Rebelde

- Soldado de asalto

- Piloto de lanzadera imperial

- Morador de las arenas

- Jawa

- Soldado de desierto

- Greedo

- Espía imperial

- Soldado de desembarco

- Soldado Estrella de la Muerte

- Piloto caza TIE

- Oficial imperial

- Gran Moff Tarkin

- Han Solo (capucha)

- Soldado Rebelde (Hoth)

- Piloto Rebelde

- Soldado de la nieve

- Luke Skywalker (Hoth)

- Lobot

- Ugnaught

- Guardia de Bespin

- Princesa Leia (prisionera)

- Guardia gamorreano

- Bib Fortuna

- Guardia de palacio

- Guardia de esquife

- Boba Fett

- Boba Fett (Alizka Ketick)

- Ewok

- Guardia imperial

- El Emperador

- Almirante Ackbar¨

- Droide Gonk

- Ben Kenobi (fantasma)

- Anakin Skywalker (fantasma)

- Yoda (fantasma)

- IG-88

- Bossk

- Dengar

- 4-LOM

- Tipo Raro 1

- Tipo Raro 2

Hay 68 personajes jugables de las películas de la trilogía original durante el transcurso del juego, incluidas variaciones de Luke Skywalker, la Princesa Leia, Han Solo, Chewbacca, Lando Calrissian, R2-D2, C-3PO, Darth Vader, Wicket el Ewok, y Boba Fett. Las habilidades de los personajes tienen un papel más importante en Lego Star Wars II que en Lego Star Wars. Ciertos personajes armados con blásteres pueden usar un gancho de agarre en áreas previamente designadas. Los personajes que empuñan sables láser pueden desviar proyectiles, hacer un salto doble y usar la Fuerza. R2-D2, C-3PO y otros personajes droides son necesarios para abrir ciertas puertas. Los personajes pequeños como los Ewok y el Jawa pueden atravesar las escotillas para llegar a áreas que de otro modo serían inaccesibles. Los cazarrecompensas, como Boba Fett, pueden usar detonadores térmicos para destruir objetos que de otro modo serían indestructibles. Los Sith, como Darth Vader, pueden usar la Fuerza para manipular objetos Lego negros. Algunos personajes tienen habilidades únicas; por ejemplo, Chewbacca puede arrancar los brazos de los enemigos de sus cuerpos, Darth Vader puede estrangular a los enemigos con la Fuerza, la Princesa Leia posee un ataque de bofetadas, y Lando Calrissian puede usar un ataque similar al kung-fu. A menudo se necesitan las habilidades especiales para desbloquear secretos, y el modo historia no siempre proporciona a los personajes con las habilidades necesarias. Esto significa que algunos secretos solo se pueden encontrar en el modo de juego libre. El jugador puede desbloquear el extra "Use Old Save", que importa todos los personajes desbloqueados de Lego Star Wars para usar en el juego libre; sin embargo, la partida guardada del Lego Star Wars debe estar siempre presente en la misma tarjeta de memoria que contiene los datos guardados del Lego Star Wars II.    
Los jugadores pueden crear dos personajes personalizados en la cantina de Mos Eisley. Estos personajes se pueden construir usando tanto partes misceláneas como las de personajes desbloqueados; 2.258.163.204 combinaciones son posibles. Ingresar dos códigos de trucos, publicitados por IGN, hace que las piezas de un personaje de Santa Claus estén disponibles. El juego genera nombres para los personajes basados en las piezas utilizadas (por ejemplo, un personaje hecho de piezas de Darth Vader y C-3PO podría tener el nombre "Darth-3PO"); alternativamente, el jugador puede crear un nombre.

### Niveles
Episodio IV: Una Nueva Esperanza
1. Planes secretos
2. Por los Yermos de Jundlang
3. El puerto espacial de Mos Eisley
4. Rescate de la princesa
5. Huida de la Estrella de la Muerte
6. Ataque Rebelde
Episodio V: El Imperio Contraataca
1. La batalla de Hoth
2. Huida de Hoth
3. Persecución en los asteroides
4. Dagobah
5. La trampa en la Ciudad de las Nubes
6. Huida de la Ciudad de las Nubes
Episodio VI: El Retorno del jedi
1. El palacio de Jabba
2. La garganta de Sarlacc
3. Persecución en moto jet
4. La batalla de Endor
5. Lucha contra el Emperador
6. Batalla en la 2da Estrella de la Muerte
Ciudad Lego:
Ciudad Lego 1 (puedes escoger personaje)
Ciudad Lego 2 (puedes escoger personaje)

## Desarrollo
Lego Star Wars II fue creado por el desarrollador de juegos de Cheshire Traveller's Tales. LucasArts - ocupado con otros proyectos - había diferido la publicación de Lego Star Wars a Eidos Interactive, pero recuperó los "recursos necesarios" para publicar su secuela junto con TT Games Publishing. Lego Star Wars II fue creado para Microsoft Windows, OS X, Xbox, GameCube, PlayStation 2, Game Boy Advance (GBA), Nintendo DS, PlayStation Portable (PSP) y Xbox 360. Existen diferencias entre las plataformas: las versiones de DS y GBA tienen algunos personajes jugables diferentes a las otras versiones, y las versiones DS y PSP admiten un "Lobby inalámbrico" para el juego multijugador.
Lego Star Wars II utiliza una versión modificada del motor de Lego Star Wars. Sin embargo, se realizaron muchas mejoras en el juego con respecto a su predecesor, sobre todo los ángulos y el movimiento de la cámara. El movimiento de la cámara en modo cooperativo fue un punto específico de preocupación, ya que LucasArts recibió comentarios críticos de los fanáticos sobre este tema. Traveller's Tales buscaba ampliar el concepto de niveles completados exclusivamente en vehículos. Estos "niveles de vehículos" se exploraron más a fondo en Lego Star Wars II que en su predecesor. En respuesta a las quejas de los fanáticos, LucasArts y Traveller's Tales otorgaron la capacidad de construir ladrillos a todos los personajes no droides. La personalización de personajes, un concepto completamente nuevo, se consideró una mejora significativa con respecto al juego original, y es una de las tres características destacadas en la contraportada final del juego.
Los diseñadores intentaron recrear los personajes y eventos de las películas de una manera "mona". El productor asistente Jeff Gullet dijo que, en la recreación del juego de una escena del Retorno del Jedi donde Luke Skywalker "salta de la tabla... y da volteretas al esquife", Skywalker "realiza una rutina acrobática total con todo tipo de saltos de la tabla. Es divertidísimo". El productor de LucasArts, David Perkinson, dijo, "a menos que tengas el corazón del Emperador, te vas a reír de muchos de [los personajes] la primera vez que los veas, simplemente tienes que hacerlo. ¡Son tan monos!".

## Recepción
Tras su lanzamiento, Lego Star Wars II fue recibido positivamente por los críticos, que elogiaron su interpretación de los personajes y eventos de las películas. El escritor de Nintendo Power, Chris Shepperd, afirmó que "las adorables adaptaciones de LEGO también llevaron a algunos momentos divertidos de la historia: la escena 'Yo soy tu padre' de El Imperio Contraataca no tiene precio". Jeff Bell, vicepresidente corporativo de marketing global de Microsoft, elogió a Lego Star Wars II por ampliar la gama de consumidores de Xbox 360, y destacó su atractivo familiar.
Los críticos se dividieron sobre el nivel de dificultad del juego. Fritz afirmó que, aunque Lego Star Wars II proporcionó solo un "viaje corto", fue "muy divertido". Ryan Davis de GameSpot estima que podría ser completado en seis horas, pero alabó su contenido extra. En una crítica de Brett Molina del USA Today, este afirmó que "la dificultad del juego se equilibra lo suficientemente bien como para que los niños no se sientan demasiado frustrados mientras que los jugadores de más edad todavía encontrarán un desafío sólido" y dio al juego una puntuación general de 8  sobre 10. La revisión de la Official Xbox Magazine elogió sus "extraños acertijos". Jeremy Dunham y Reiner de IGN fueron más críticos con la percibida baja dificultad del juego.
Por otro lado, a los críticos no les gustaron las versiones de Game Boy Advance y Nintendo DS del juego. Davis creía que la versión de Game Boy Advance podría completarse en dos horas. El escritor del personal de GameSpy, Phil Theobald, lamentó los controles deficientes, los niveles fáciles y las secciones de pilotaje de vehículos de esta versión. Concluyó que "por el amor de Dios, [uno debería] comprar una de las versiones de consola [doméstica]". Theobald, Davis y Craig Harris de IGN criticaron el alto número de fallos en la versión DS.

### Reconocimientos
Lego Star Wars II ganó y fue nominado a numerosos premios y clasificado en varias listas de videojuegos. La página web oficial de Star Wars declaró que Lego Star Wars II fue el mejor producto relacionado con Star Wars de 2006.

### Ventas
Lego Star Wars II vendió más de 1,1 millones de copias en todo el mundo en su primera semana. Las versiones de PlayStation 2, GameCube, Xbox 360 y Xbox fueron los juegos tercero, quinto, octavo y noveno más vendidos de septiembre de 2006, respectivamente.

## Continuaciones
Más tarde, Lego Star Wars y Lego Star Wars II serían compilados en Lego Star Wars: The Complete Saga, desarrollado por Traveller's Tales y publicado por LucasArts. La saga completa incorporó mejoras de la secuela en el juego original, y expandió la cantina de Mos Eisley para permitir el acceso a los niveles de ambos juegos. El juego fue creado para Windows, PlayStation 3, Xbox 360, Wii y DS. Salió a la venta el 6 de noviembre de 2007. Posteriormente saldría a la luz su secuela, Lego Star Wars III: The Clone Wars, basada en la serie animada del mismo nombre.   